# قاي ر. غريغ
قاي ر. غريغ (بالإنجليزية: Guy R. Gregg)‏ هو ضابط وسياسي أمريكي، ولد في 14 ديسمبر 1949. نشط حزبياً في الحزب الجمهوري. وقد انتخب عضو جمعية نيوجيرسي العامة.